# 대한민국 민법 제283조
대한민국 민법 제283조는 지상권자의 갱신청구권, 매수청구권에 대한 민법 물권법 조문이다.

## 조문
제283조(지상권자의 갱신청구권, 매수청구권) ① 지상권이 소멸한 경우에 건물 기타 공작물이나 수목이 현존한 때에는 지상권자는 계약의 갱신을 청구할 수 있다.
②지상권설정자가 계약의 갱신을 원하지 아니하는 때에는 지상권자는 상당한 가액으로 전항의 공작물이나 수목의 매수를 청구할 수 있다.